# Royce D. Applegate
Royce D. Applegate (Midwest City, 25 december 1939 – Hollywood Hills, 1 januari 2003) was een Amerikaanse acteur en scenarioschrijver.

## Biografie
Applegate doorliep de highschool aan de Midwest City High School< in Midwest City. 
Applegate begon in 1970 met acteren in de televisieserie Mayberry R.F.D.. Hierna had hij nog meerdere rollen gespeeld in televisieseries en televisiefilms zoals The Streets of San Francisco (1973-1976), CHiPs (1981-1982), The Dukes of Hazzard (1981-1985), Twin Peaks (1990), Quantum Leap (1989-1991), SeaQuest DSV (1993-1994), Dr. Dolittle (1998), JAG (1998-2001) en Seabiscuit.
Applegate was ook actief als scenarioschrijver en heeft de volgende televisiefilms geschreven: God Bless Dr. Shagetz (1974), Loose Shoes (1980) en Evil Town (1987). Hij had ook een aflevering geschreven voor een televisieserie namelijk Welcome Back, Kotter (1976).
Applegate heeft ook gewerkt voor radiostations in Texas, namelijk KMAP en KXXK. Hij was van 1958 t/m 1969 getrouwd (gescheiden) en had hieruit één kind. Applegate stierf op nieuwjaarsdag 2003 in zijn huis in Hollywood Hills door een brand in zijn huis.

## Filmografie[2]

### Films
Selectie:
- 2003 Intolerable Cruelty – als mr Gutman
- 2000 O Brother, Where Art Thou? – als man met stierengewei
- 1998 Poodle Springs – als Ivan
- 1998 Dr. Dolittle – als ‘I Love You’ hond (stem)
- 1995 Under Siege 2: Dark Territory – als kok van Ryback
- 1994 The Getaway – als verkoper van wapens
- 1992 White Sands – als Peterson
- 1991 Career Opportunities – als stem
- 1988 Rain Man – als stem
- 1987 Rampage – als Gene Tippets
- 1987 From the Hip – als mr Wilby
- 1984 Splash – als Buckwalter
- 1981 History of the World: Part I – als man

### Televisieseries
Uitgezonderd eenmalige gastrollen.
- 1993 – 1994 SeaQuest DSV – als Manilow Crocker – 23 afl..
- 1990 Twin Peaks – als Clarence Brocklehurst – 2 afl.
- 1987 Houston Knights – als ?? – 2 afl.
- 1982 The Blue and the Gray – als verslaggever – miniserie
- 1981 CHiPs – als Roger Brown – 2 afl.
- 1981 Flamingo Road - als Tiny - 3 afl.
- 1969 – 1971 That Girl – als Bill – 2 afl.

- Library of Congress Control Number: no2018000259
- Virtual International Authority File: 3088151535367402890008
- WorldCat: E39PBJtrVMjkKk6Q3xbGRfFMyd